# Mark McNeill
Mark McNeill, född 22 februari 1993 i Langley i British Columbia, är en kanadensisk professionell ishockeyforward som är kontrakterad till Boston Bruins i NHL och spelar för deras primära samarbetspartner Providence Bruins i AHL.
Han har tidigare spelat på NHL-nivå för Dallas Stars och Chicago Blackhawks och på lägre nivåer för Milwaukee Admirals, Texas Stars och Rockford Icehogs i AHL och Prince Albert Raiders i WHL.
McNeill draftades i första rundan i 2011 års draft av Chicago Blackhawks som 18:e spelare totalt.
Den 1 juli 2018 skrev han på ett ettårskontrakt värt 650 000 dollar med Boston Bruins.

## Statistik
| 2006–2007  | SSAC Lions            | AMBHL      | 30  | 22 | 14  | 36  | 22  | —  | — | — | — | — |
| 2007–2008  | SSAC Lions            | AMBHL      | 33  | 41 | 28  | 69  | 28  | —  | — | — | — | — |
| 2008–2009  | SSAC Athletics        | AMHL       | 33  | 21 | 18  | 39  | 38  | —  | — | — | — | — |
|            | Prince Albert Raiders | WHL        | 4   | 0  | 0   | 0   | 0   | —  | — | — | — | — |
| 2009–2010  | Prince Albert Raiders | WHL        | 68  | 9  | 15  | 24  | 27  | —  | — | — | — | — |
| 2010–2011  | Prince Albert Raiders | WHL        | 70  | 32 | 49  | 81  | 53  | 6  | 2 | 3 | 5 | 2 |
| 2011–2012  | Prince Albert Raiders | WHL        | 69  | 31 | 40  | 71  | 48  | —  | — | — | — | — |
|            | Rockford Icehogs      | AHL        | 7   | 0  | 0   | 0   | 12  | —  | — | — | — | — |
| 2012–2013  | Prince Albert Raiders | WHL        | 65  | 25 | 42  | 67  | 43  | 4  | 1 | 3 | 4 | 4 |
|            | Rockford Icehogs      | AHL        | 5   | 0  | 0   | 0   | 0   | —  | — | — | — | — |
| 2013–2014  | Rockford Icehogs      | AHL        | 76  | 18 | 19  | 37  | 46  | —  | — | — | — | — |
| 2014–2015  | Rockford Icehogs      | AHL        | 63  | 23 | 21  | 44  | 23  | 8  | 2 | 2 | 4 | 2 |
| 2015–2016  | Chicago Blackhawks    | NHL        | 1   | 0  | 0   | 0   | 0   | —  | — | — | — | — |
|            | Rockford Icehogs      | AHL        | 64  | 25 | 23  | 48  | 33  | 3  | 1 | 1 | 2 | 2 |
| 2016–2017  | Dallas Stars          | NHL        | 1   | 0  | 0   | 0   | 0   | —  | — | — | — | — |
|            | Rockford Icehogs      | AHL        | 58  | 6  | 22  | 28  | 23  | —  | — | — | — | — |
|            | Texas Stars           | AHL        | 21  | 3  | 8   | 11  | 6   | —  | — | — | — | — |
| 2017–2018  | Texas Stars           | AHL        | 18  | 5  | 1   | 6   | 36  | —  | — | — | — | — |
|            | Milwaukee Admirals    | AHL        | 31  | 9  | 10  | 19  | 4   | —  | — | — | — | — |
| 2018-2019  | Providence Bruins     | AHL        | —   | —  | —   | —   | —   | —  | — | — | — | — |
| NHL totalt | NHL totalt            | NHL totalt | 2   | 0  | 0   | 0   | 0   | —  | — | — | — | — |
| AHL totalt | AHL totalt            | AHL totalt | 343 | 89 | 104 | 193 | 183 | 11 | 3 | 3 | 6 | 2 |
| WHL totalt | WHL totalt            | WHL totalt | 276 | 97 | 146 | 243 | 171 | 10 | 3 | 6 | 9 | 6 |